# Zbigniew Karkowski
Zbigniew Karkowski (sinh ngày 14 tháng 3 năm 1958 – mất ngày 12 tháng 12 năm 2013) là một nhạc công và nhà soạn nhạc người Ba Lan.
Karkowski sinh ngày 14 tháng 3 năm 1958 tại Krakow, Ba Lan. Ông học viết nhạc tại Cao đẳng Âm nhạc Nhà nước ở Gothenburg, Thụy Điển, học thẩm mỹ về âm nhạc hiện đại tại Khoa Âm nhạc của Đại học Gothenburg và học âm nhạc điện tử tại Đại học Công nghệ Chalmers. Sau khi hoàn thành các chương trình học tại Thụy Điển, ông theo học ngành siêu âm trong một năm tại Nhạc viện Hoàng gia ở thành phố The Hague, Hà Lan. Trong quá trình học, ông cũng đã tham dự nhiều khóa học nắm vững sáng tác trong mùa hè được tổ chức bởi Centre Acanthes ở Avignon và Aix-en-Provence, Pháp, học với Iannis Xenakis, Olivier Messiaen, Pierre Boulez, Georges Aperghis, cùng những người khác.
Ông đã tích cực làm việc soạn nhạc ở cả mảng guitar gỗ và guitar điện. Ông còn viết nhạc cho dàn nhạc lớn (Dàn nhạc giao hưởng Gothenburg đã đặt và biểu diễn), cùng sáng tác một vở opera và một số bản nhạc thính phòng. Chúng đã được nhiều ban hòa tấu chuyên nghiệp ở Thụy Điển, Ba Lan, Thụy Sĩ và Đức trình diễn.
Cùng với Edwin van der Heide và Atau Tanaka, ông là thành viên sáng lập của nhóm "Sensorband." Trong các màn biểu diễn của bộ ba chơi nhạc điện tử này, Karkowski "làm sống động nhạc cụ của mình bằng chuyển động của cánh tay trong không gian xung quanh ông; chuyển động này cắt ngang những chùm tia hồng ngoại chiếu xuống từ trên giàn giáo "(Tanaka 2012).
Karkowski sống và làm việc ở Tokyo, Nhật Bản trong những năm cuối đời, và ông âm thầm hoạt động trong cảnh ồn ào ở đó.
Karkowski qua đời vì ung thư tuyến tụy vào tháng 12 năm 2013.

## Danh sách đĩa nhạc
- Bad Bye Engine (Radium 226.05  1984)
- Uexkull (Anckarström  1991)
- Phauss / Karkowski / Bilting (Silent  1992)
- Disruptor (OR  1998)
- World as Will (Staalplaat 1998)
- Mutation (ERS 1999)
- Choice of Points for the Application of Force (Ytterbium 2000)
- It (Mego 2000)
- Le Depeupleur, cùng Kasper T. Toeplitz (Cross Fade Enter Tainment (CFET) 2000)
- Reverse Direction and Let the Sound Reach out to You (Firework Edition Records 2000)
- Whint (.Absolute. 2000), cùng Francisco López
- Function Generator, cùng Xopher Davidson (Sirr 2001)
- Consciously Unconscious Unconsciously Conscious (Metamkine 2002)
- World as Will II (23five 2002)
- ElectroStatics (Post Concrete 2003)
- Turnoff (Noise Asia 2003)
- Attuning / Attending (Musica Genera 2004)
- Intensifier (walnut + locust 2004)
- KHZ, cùng Antimatter (Auscultare Research 2005)
- One and Many (Sub Rosa 2005)
- Live at Waterland Kwanyin (Kwan Yin Records 2006)
- Continuity (Asphodel 2007)
- Divide by Zero, cùng Antimatter [Xopher Davidson] (Antifrost 2007)
- Difficulty of Being, cùng Brian O'Reilly (Monotype Records 2014)
- Encumbrance, biểu diễn bởi Gęba, Constantin Popp, và Wolfram (Bôłt Records/Turning Sounds 2019)

## Danh mục
- Karkowski, Zbigniew. Physiques sonores. Paris: Van Dieren, 2008.